# Stefan Bergman
Stefan Bergman (geboren als Stefan Bergmann 5. Mai 1895 in Częstochowa, Russisches Kaiserreich; gestorben 6. Juni 1977 in Palo Alto in Kalifornien) war ein US-amerikanischer Mathematiker, der vor allem in der Funktionentheorie und Potentialtheorie arbeitete.

## Werdegang
Stefan Bergmann war ein Sohn des Bankkaufmanns Bronisław Bergmann und der Thekla Hertz, seine beiden Schwestern wurden im Zweiten Weltkrieg von den Deutschen im Warschauer Ghetto ermordet. 
Bergmann studierte in Berlin bei Richard von Mises, wobei er sich mit Anwendungen der Potentialtheorie in der Elektrotechnik beschäftigte. 1921 promovierte er Über die Entwicklung der harmonischen Funktionen der Ebene und des Raumes nach Orthogonalfunktionen. Die von ihm 1922 eingeführte „Bergman-Kernfunktion“ (Bergman-Kern) und die Anwendung z. B. in der Theorie der konformen Abbildungen und der partiellen Differentialgleichungen sollten für den Rest seiner Karriere sein Hauptarbeitsgebiet sein. 1933 verlor er als Jude seinen Posten an der Universität. Er ging 1937 zunächst in die UdSSR, dann über Paris 1939 in die USA, wo er auf Vermittlung von Mises zuerst an die Brown University, 1945 kurz zu von Mises nach Harvard und danach an die Stanford University, wo er bis zu seiner Emeritierung blieb. Er erlebte noch, wie seine Kernfunktion zu einem wichtigen Werkzeug in der Theorie der Funktionen mehrerer komplexer Variabler wurde. In mehreren Monographien wandte er seine Methoden auch auf Probleme der Physik an (z. B. Hydrodynamik und Überschallströmungen in den 1940er Jahren).
Neben dem Bergman-Kern sind auch die über einen solchen Kern definierte „Bergman-Metrik“ sowie die „Bergman-Räume“ (Räume in einem Gebiet {\displaystyle G} holomorpher Funktionen, für die das Integral des Betragquadrats der Funktion über {\displaystyle G} endlich ist) nach ihm benannt.
1951 wurde Bergmann in die American Academy of Arts and Sciences gewählt. 1962 hielt er einen Vortrag auf dem Internationalen Mathematikerkongress in Stockholm (On meromorphic functions of several complex variables).
Bergman heiratete 1950 die aus der Tschechoslowakei stammende Adele Latzer, geborene Adlersberg, der 1939 die Flucht vor der deutschen Judenverfolgung nach England gelungen war.

## Träger des Stefan-Bergman-Preises
Der Stefan-Bergman-Preis (englisch Stefan Bergman Prize) wurde jährlich von der American Mathematical Society für Arbeiten in zwei Hauptarbeitsgebieten von Bergman vergeben: die Theorie des Bergman-Kerns mit Anwendungen in reeller und komplexer Analysis und funktionentheoretische Methoden in der Theorie Partieller Differentialgleichungen elliptischen Typs mit besonderer Berücksichtigung von Bergmans Operator-Methode. Preisträger waren:
- 1989 David Catlin
- 1991 Steven Bell, Ewa Ligocka
- 1992 Charles Fefferman
- 1993 Yum-Tong Siu
- 1994 John Erik Fornaess
- 1995 Harold P. Boas, Emil J. Straube
- 1997 David E. Barrett, Michael Christ
- 1999 John P. D’Angelo
- 2000 Masatake Kuranishi
- 2001 Laszlo Lempert, Sidney Webster
- 2003 Salah Baouendi, Linda Preiss Rothschild
- 2004 Joseph Kohn,
- 2005 Elias M. Stein
- 2006 Kengo Hirachi
- 2007/2008  Alexander Nagel, Stephen Wainger
- 2009 Ngaiming Mok, Duong H. Phong
- 2011 Gennadi Henkin
- 2012 David S. Jerison, John M. Lee
- 2013 Xiaojun Huang, Steven Zelditch
- 2014 Takeo Ohsawa, Sławomir Kołodziej
- 2015 Eric Bedford, Jean-Pierre Demailly
- 2016 Charles L. Epstein, François Trèves
- 2017 Bo Berndtsson, Nessim Sibony
- 2018 Johannes Sjöstrand
- 2019 Franc Forstnerič, Mei-Chi Shaw
- 2020 Aline Bonami, Peter Ebenfelt[4]

## Schriften
- The Kernel Function and Conformal Mapping. 2. Auflage. American Mathematical Society 1970
- Integral operators in the theory of linear partial differential equations, Springer 1969
- mit Menahem Max Schiffer: Kernel Functions and elliptic differential equations in mathematical physics, Academic Press 1953
- Sur les fonctions orthogonales de plusieurs variables complexes avec les applications à la théorie des fonctions analytiques, Paris, Gauthier-Villars 1947
- Über die Kernfunktion eines Bereichs und ihr Verhalten am Rande 1, Journal für reine und angewandte Mathematik Band 169, 1933, Teil 2 in Band 172: gdz.sub.uni-goettingen.de
- mit Heriot: Application of the method of the kernel function for solving boundary value problems, Numerische Mathematik 3, 1961